# Военные организации большевиков
Военные организации большевиков — организации, созданные РСДРП(б) с целью революционной пропаганды в войсках. Первые организации создавались большевиками в период революции 1905—1907 г, а затем после начала Первой мировой войны. Наибольшее влияние организации приобрели с марта 1917 года, когда они были созданы в ряде частей действующей армии и тыловых гарнизонах, объединены под руководством Всероссийского бюро военных организаций. Активно участвовали в подготовке Октябрьской революции. После демобилизации старой армии были ликвидированы в марте 1918 года.

## До 1917 года
Первые военные организации были созданы большевиками в период Революции 1905—1907 годов. Военные организации партии большевиков оказывали содействие в военно-технической подготовке вооружённого восстания, в снабжении оружием, в обучении рабочих дружин. Военные организации РСДРП издавали газеты: «Казарма» (Петербург), «Солдатская жизнь» (Москва), «Вестник казармы» (Финляндия), «Голос солдата» (Рига), «Жизнь солдата» (Екатеринослав). В результате работы военных организаций солдаты и матросы в ряде случаев отказывались подавлять революционные выступления, а также участвовали в восстаниях в ряде городов и на флоте.
С началом Первой мировой войны революционная работа большевиков в войсках возобновилась. Военные организации начали создаваться в действующей армии, а также в тыловых гарнизонах, в частности, в Петрограде, Кронштадте, Томске, на Северном фронте.

## Военная организация при ПК и ЦК РСДРП(б)
9 марта 1917 года Петербургский комитет большевиков принял решение создать Военную комиссию, которая затем подготовила учредительное собрание Военной организации при ЦК РСДРП(б) (сокращённое название «Военка»), прошедшее 31 марта. На собрании был избран Президиум из 9 человек, который возглавили В. И. Невский и Н. И. Подвойский. С 15 апреля Военная организация стала издавать газету «Солдатская правда», тираж которой доходил до 50—75 тысяч экземпляров, часть тиража отправлялась на фронт. В апреле Военная организация при Петербургском комитете выполняла функции общероссийского центра, поэтому 10 апреля решением ЦК РСДРП(б) была преобразована в Военную организацию при ЦК РСДРП(б).
В создании и деятельности военной организации активное участие принимали: В. А. Антонов-Овсеенко, А. Я. Аросев, К. Е. Ворошилов, П. В. Дашкевич, П. Е. Дыбенко, М. С. Кедров, С. М. Киров, Г. Н. Корганов, Н. В. Крыленко, К. А. Мехоношин, П. Н. Мостовенко, А. Ф. Мясников, С. М. Нахимсон, Е. Ф. Розмирович, С. Г. Рошаль, Я. Ф. Фабрициус, М. В. Фрунзе, Ем. Ярославский, Васильев В. Е. и другие.

## Всероссийская конференция фронтовых и тыловых военных организаций РСДРП(б)
16—23 июня (29 июня—6 июля) 1917 состоялась Всероссийская конференция фронтовых и тыловых военных организаций РСДРП(б). На ней присутствовало 167 делегатов от 43 фронтовых и 17 тыловых военных организаций, которые представляли 26 тысяч членов партии, состоящих в этих организациях. В. И. Ленин выступил на конференции с докладами о текущем моменте и об аграрном вопросе. В докладе Подвойского рассматривались целяи и задачи военной организации РСДРП(б), в докладе В. Невского — организационные вопросы. Конференцией был принят проект устава военной организаций, который определил чёткую структуру партийных организаций в армии. Конференция одобрила решения VII (Апрельской) Всероссийской конференции РСДРП(б).
Конференция проходила в условиях Июньского кризиса, в этот момент Военная организация сумела стать во главе стихийно начавшегося движения. Представители Военки были готовы к решительным действиям, считали что возможен немедленный переход власти к Советам, а потому предлагали конференцию превратить в штаб вооруженного выступления. Однако ЦК РСДРП(б) принял решение ограничиться проведением демонстрации. В конечном итоге по докладу Ленина была принята резолюция «Текущий момент», в которой предписывалось: «Решительно бороться против анархических настроений и попыток частичных дезорганизующих выступлений, которые, если они преждевременны, могут сыграть лишь на руку буржуазии, сознающей неизбежность нового революционного этапа и поэтому неистовствующей и желающей сорвать назревание этого этапа в сознании большинства народа».
На конференции было избрано Всероссийское Центральное бюро военных организаций при ЦК РСДРП(б): А. Я. Аросев, Н. К. Беляков, П. В. Дашкевич, Л. М. Каганович, М. С. Кедров, Н. В. Крыленко, К. А. Мехоношин, В. И. Невский, Н. И. Подвойский, Е. Ф. Розмирович, Ф. П. Хаустов, С. А. Черпанов.

## Деятельность
Военные организации РСДРП(б) существовали на всех фронтах и гарнизонах. Наиболее крупными военными организациями являлись: Петроградская, Московская, Кронштадтская, Гельсингфорсская, Саратовская, Красноярская, военные организации на Северном и Западном фронтах. Военные организации активно пропагандировали большевистскую аграрную программу, для этого участвовали в работе земляческих организаций, крестьянских Советов и солдатских комитетов, а также направляли агитаторов в деревню. Накануне Октябрьской революции сеть военных организаций расширилась. Количество большевиков в них только на фронте достигало 50 тысяч.
Военная организация при ЦК РСДРП(б) издавала газеты «Солдатская правда» (Петроград), «Рабочий и солдат» (затем «Солдат»), «Деревенская беднота». Другие военные организации издавали следующие газеты: «Окопная правда» (Северный фронт), «Волна» (Гельсингфорс), «Звезда» (Минск), «Звезда» (Ревель), «Знамя борьбы» (Выборг).
После того, как ЦК РСДРП(б) 10(23) октября 1917 принял решение о вооружённом восстании, руководящая роль в подготовке восстания отводилась Военной организации Петроградского комитета РСДРП(б). Однако 20 октября, после начала работы Петроградского ВРК, Центральный Комитет принял решение, что «все наши организации могут войти в революционный центр (созданный Петроградским Советом) и обсуждать там все интересующие их вопросы». Военная организация должна была действовать только через ВРК, для того, чтобы обеспечить связь с широкими массами. В итоге ведущие руководители Военки вошли в состав ВРК, а Подвойский стал фактическим руководителем Бюро ВРК. Военные организации большевиков в Петрограде, Москве и ряде других городов приняли активное участие в Октябрьской революции.
В ноябре 1917 г. Бюро Военной организации при ЦК РСДРП(б) составило записку об основах построения новой армии. 26 декабря вопрос о создании социалистической армии рассматривался на общем собрании Военной организации при ЦК партии. Выступая на собрании, Н. И. Подвойский изложил план формирования 300-тысячной армии из добровольцев.
Значение военных организаций уменьшилось в связи с демобилизацией старой армии и началом формирования Красной армии. Седьмой съезд РКП(б), проходивший в марте 1918 года, принял решение ликвидировать военные организации партии.